# وبائيات أمراض النبات
علم وبائيات أمراض النبات هو دراسة الأمراض في تجمعات النباتات. وعلى غرار أمراض البشر وغيرها من الحيوانات، تحدث الأمراض النباتية بسبب العوامل المسببة للأمراض مثل البكتيريا، والفيروسات، والفطريات، والطلائعيات، والخيطيات، والنباتات الطفيلية، والأوليات ، والطفيليات النباتية. ويسعى علماء الأوبئة في الأمراض النباتية إلى فهم سبب المرض وآثاره، ووضع استراتيجيات للتدخل في الحالات التي قد تحدث فيها خسائر في المحاصيل. وتستخدم الأساليب التدميرية وغير التدميرية للكشف عن الأمراض في النباتات. وبالإضافة إلى ذلك، فإن فهم استجابات الجهاز المناعي في النباتات سيفيد ويحد من فقدان المحاصيل. وعادة ما يؤدي التدخل الناجح إلى انخفاض مستوى المرض بما يكفي ليكون مقبولا، اعتمادا على قيمة المحصول.
وكثيرا ما ينظر إلى علم الأوبئة في الأمراض النباتية من نهج متعدد التخصصات يتطلب منظورات أحيائية وإحصائية وزراعية وبيئية. علم الأحياء ضروري لفهم العامل الممرض ودورة حياته. ومن الضروري أيضا فهم علم وظائف الأعضاء للمحصول وكيفية تأثير العامل الممرض عليه سلبا. وكثيرا ما تؤثر الممارسات الزراعية على الإصابة بالأمراض للأفضل أو للأسوأ. التأثيرات البيئية عديدة. وقد تكون الأنواع الأصلية من النباتات بمثابة خزانات لمسببات الأمراض التي تسبب الأمراض في المحاصيل. وتطبق النماذج الإحصائية في كثير من الأحيان من أجل تلخيص ووصف تعقيد علم الأمراض الوبائي النباتي، بحيث يمكن فهم عمليات الأمراض بسهولة أكبر. على سبيل المثال، يمكن للمقارنات بين أنماط التقدم المرضي لمختلف الأمراض، أو المزروعات، أو استراتيجيات الإدارة، أو الظروف البيئية أن تساعد في تحديد أفضل طريقة لإدارة الأمراض النباتية. ويمكن أن يكون للسياسة تأثير في حدوث الأمراض، من خلال إجراءات مثل فرض قيود على الواردات من المصادر التي يحدث فيها المرض.
في عام 1963 نشر جيمس ادوارد بلانك «الأمراض النباتية: الأوبئة والسيطرة»، وهو عمل أساسي خلق إطارا نظريا لدراسة علم الأوبئة للأمراض النباتية. يقدم هذا الكتاب إطارًا نظريًا يستند إلى تجارب في العديد من أنظمة مسببات الأمراض المضيفة المختلفة ودفع دراسة الأمراض الوبائية النباتية إلى الأمام بسرعة، وخاصة بالنسبة لمسببات الأمراض الفطرية. وباستخدام هذا الإطار يمكننا الآن وضع نماذج وتحديد عتبات للأوبئة التي تحدث في بيئة متجانسة مثل حقل محاصيل الزراعة الأحادية.

## عناصر الوباء
يمكن أن تسبب الأوبئة المرضية في النباتات خسائر كبيرة في مردود المحاصيل، كما تهدد أيضا بمحو فصيلة كاملة مثل ما كان عليه الحال مع مرض إيلم الهولندي ويمكن أن تحدث مع موت البلوط المفاجئ. أدى وباء آفة البطاطا المتأخرة، الذي سببه اللفحة المتأخرة، إلى المجاعة الأيرلندية الكبرى وفقدان العديد من الأرواح.
وعادة ما يشار إلى عناصر الوباء باسم «مثلث المرض»: مضيف محتمل، ومسبب للمرض، وبيئة مواتية. ولابد من وجود كل هذه العوامل الثلاثة حتى يحدث مرض ما. ويرد أدناه توضيح لهذه النقطة، حيث عندما تلتقي كل العوامل الثلاثة، فلا شك بوجود مرض. والعنصر الرابع الذي يغيب عن هذا المثال الوبائي هو الوقت. وما دامت هذه العناصر الثلاثة كلها حاضرة، يمكن أن ينشأ المرض ولن ينشأ الوباء إلا إذا استمر وجود هذه العناصر الثلاثة. ويمكن للمضيف أن ينمو قابلية التأثر كما هو الحال مع مقاومة النباتات البالغة لارتفاع درجة الحرارة، تتغير البيئة ولا تساهم في أن يسبب العامل الممرض المرض، أو يتم التحكم في العامل الممرض من خلال تطبيق مبيدات الفطريات على سبيل المثال.
في بعض الأحيان يضاف عامل رابع للوقت باعتباره الوقت الذي تحدث فيه عدوى معينة، وطول المدة الزمنية التي تظل فيها الظروف صالحة لتلك العدوى، يمكن أن تؤدي أيضا دورا هاما في الأوبئة. كما أن عمر الفصيلة النباتية من الممكن أن يلعب دوراً، مع تغير بعض الأنواع في مستويات مقاومتها للأمراض أثناء نضوجها؛ في عملية تعرف باسم المقاومة الوجودية.
وإذا لم يتم استيفاء جميع المعايير، مثل العائل المستهدف للمرض والعامل المسبب للمرض حضرا، فإن البيئة لا تساهم في إصابة العامل المسبب للمرض وتسببه، فلا يمكن أن يحدث المرض. على سبيل المثال، يتم زرع الذرة في حقل مع بقايا الذرة التي تحتوي على فطر الزنّة، العامل المسبب لبقعة ورقة رمادية من الذرة، ولكن إذا كان الطقس جافا جدا، وليس هناك غشاء ورقة، لا يمكن لبوغ الفطر في البقايا أن يفرز ويبدأ العدوى.
وبالمثل، من المنطقي أن يكون المضيف معرضاً للإصابة وأن البيئة تحبذ تطور المرض ولكن إذا كان العامل المسبب للمرض غير موجود فبالتالي لن يكون هناك أي مرض. ومع أخذ المثال أعلاه، تزرع الذرة في حقل محروس حيث لا توجد بقايا ذرة مع فطر الزنّة، العامل المسبب لبقعة الأوراق الرمادية من الذرة الموجودة، ولكن الطقس يعني فترات طويلة من رطوبة الأوراق، لذلك ليس هناك أي عدوى بدأت.
وعندما يتطلب العامل المسبب للمرض انتشار ناقل المرض، يجب أن يكون ناقل المرض وفيرا ونشطا لكي يحدث وباء.

### أنواع الأوبئة
تتسبب العوامل المسببة للأمراض في انتشار الأوبئة أحادية الحلقة مع انخفاض معدل المواليد ومعدل الوفيات، مما يعني أن لديها دورة إصابة واحدة فقط في الموسم. وهي نموذجية للأمراض التي تنقلها التربة مثل داء البيوض في نبتة الكتان. وتتسبب الأوبئة المتعددة الحلقات في مسببات الأمراض القادرة على إجراء عدة دورات عدوى في الموسم. وغالبا ما تسببها الأمراض المحمولة جوا مثل البياض الدقيقي. ويمكن أيضا أن تحدث أوبئة متعددة الحلقات ثنائية السلسلة. على سبيل المثال، في العفن البني من الحسلة والأزهار والفواكه في أوقات مختلفة.
ومن المهم بالنسبة لبعض الأمراض النظر في حدوث المرض على مدى عدة مواسم زراعية، لا سيما إذا كانت زراعة المحاصيل في زراعة أحادية سنة بعد أخرى أو زراعة النبات المعمر. ويمكن أن تعني هذه الظروف أن التلقيح الذي ينتج في موسم واحد يمكن ترحيله إلى الموسم التالي الذي يؤدي إلى بناء التلقيح على مر السنين. وفي المناطق الاستوائية لا توجد انقطاعات واضحة بين مواسم النمو كما هو الحال في المناطق المعتدلة ويمكن أن يؤدي ذلك إلى تراكم المادة الملقحة.
ويشار إلى الأوبئة التي تحدث في ظل هذه الظروف على أنها أوبئة متعددة ويمكن أن يسببها كل من مسببات الأمراض أحادية الدراسة ومتعددة الحلقات. مخدر التفاح هو مثال على وباء متعدد الذي يسببه مسبب مرضي متعدد الحلقات ومرض إيلم الهولندي وباء متعدد الذي يسببه مسبب مرضي احادي الحلقة.

## اكتشاف الأمراض
هناك العديد من الطرق المختلفة للكشف عن المرض بشكل تدميري وغير تدميري على حد سواء. ومن أجل فهم السبب، والتأثير، والعلاج لمرض ما، فإن الطريقة غير التدميرية أكثر ملاءمة. وهي تقنيات لا تكون فيها عمليات إعداد العينات و/أو تكرارها ضرورية لقياس ومراقبة ظروف صحة النباتات. وقد تشمل النُهُج غير التدميرية معالجة الصور، والقائمة على التصوير، والقائمة على التحليل الطيفي، والاستشعار عن بعد.
التصوير الفوتوغرافي، التصوير الرقمي، وتكنولوجيا تحليل الصور هي أدوات مفيدة لإنشاء لمعالجة الصور. ويتم استخراج بيانات قيمة من هذه الصور ثم يتم تحليلها للأمراض. لكن قبل أي تحليل يحدث، اكتساب الصور هو الخطوة الأولى. وهذه الخطوة تحتوي على ثلاث مراحل. أولا، الطاقة التي هي مصدر الضوء للإضاءة من موضوع الاهتمام. ثانيا، هو النظام البصري مثل الكاميرا للتركيز على الطاقة. وثالثا، الطاقة التي يتم قياسها باستخدام المجس. لمواصلة معالجة الصور، هناك عملية مسبقة حيث يمكن التأكد من عدم وجود عوامل مثل الخلفية، والحجم، وشكل الورقة، والضوء، وآثار الكاميرا على التحليل. بعد العملية السابقة، يتم استخدام تجزئة الصورة لتقسيم الصورة بين مناطق المرض وغير المرض. في هذه الصور، هناك سمات اللون، والنسيج، والشكل التي يمكن استخراجها واستخدامها للتحليل. وإجمالا، هذه المعلومات يمكن أن تساعد في تصنيف الأمراض.
والنهج القائمة على التصوير للكشف لها طريقتان رئيسيتان هما التصوير الفلوري والتصوير الطيفي المفرط. ويساعد التصوير الفلوري على تحديد الظروف الأيضية للنبتة. وللقيام بذلك، تستخدم أداة لعرض الضوء على مجمع الكلوروفيل في النبتة. ويستخدم التصوير فوق الطيفي للحصول على الصور المنعكسة. وتتألف هذه الأساليب من تباين المعلومات الطيفية حيث يستطيع تقييم الانعكاس الطيفي من خلال النظر إلى نطاقات الطول الموجي.
وثمة نهج آخر غير مدمر وهو التحليل الطيفي. هنا حيث يصبح الطيف الكهرومغناطيسي والمادة مشاركة. وهناك التحليل الطيفي المرئي والأشعة تحت الحمراء، والتحليل الطيفي الفلوري، والتحليل الطيفي للإعاقة الكهربائية. ويقدم كل تحليل طيفي معلومات تشمل أنواع الطاقة الإشعاعية، وأنواع المواد، وطبيعة التفاعل، وأكثر من ذلك.
وأخيرا، فإن النهج غير التدميري الأخير هو تطبيق الاستشعار عن بعد في أمراض النباتات. هذا هو المكان الذي يتم الحصول على البيانات دون الحاجة إلى أن تكون مع النبتة أثناء المراقبة. ويوجد في مجال الاستشعار عن بعد أطياف فائقة ومتعددة الطيفية. ويساعد الاستشعار عن بعد فائق الطيفية على توفير درجة عالية من الاستبانة الطيفية والمكانية. ويوفر الاستشعار عن بعد المتعدد الأطياف شدة المرض.
واعتبارا من عام 2015، هناك حاجة إلى مواصلة تطوير اختبارات العلامات المضادة للأجسام والجزيئية لمسببات الأمراض الجديدة وحدوث مسببات الأمراض المعروفة في المضيفين الجدد، وكذلك الحاجة إلى مزيد من التكامل العالمي للحجر الصحي والمراقبة.

## الجهاز المناعي
يمكن للنباتات أن تظهر العديد من العلامات أو الأدلة المادية على العدوى الفطرية أو الفيروسية أو البكتيرية. ويمكن أن يتراوح هذا بين الصدأ أو العفن إلى عدم إظهار أي شيء على الإطلاق عندما يغزو العامل الممرض النبات (يحدث في بعض الأمراض الفيروسية في النباتات). وتتألف الأعراض التي تعتبر من الآثار الظاهرة للأمراض على النبات من تغيرات في اللون أو الشكل أو الوظيفة. وهذه التغيرات في النبات تنسجم مع استجابتها لمسببات الأمراض أو الكائنات الغريبة التي تؤثر سلباً على نظامها. وعلى الرغم من أن النباتات ليس لديها خلايا يمكنها أن تتحرك وتحارب الكائنات الحية الغريبة وليس لديهم نظام مناعي تكيفي، بل لديهم ويعتمدون على المناعة الفطرية لكل خلية وعلى الإشارات النظامية.
في الاستجابات للالتهابات، النباتات لديها نظام مناعة فطري ذو فرعين. ويتعين على الفرع الأول أن يتعرف على الجزيئات المشابهة لفئات الميكروبات وأن يستجيب لها، وهذا يشمل العوامل غير المسببة للأمراض. ومن ناحية أخرى، يستجيب الفرع الثاني للعوامل المسببة للأمراض سواء بصورة مباشرة أو غير مباشرة للمضيف.
ويتم تنشيط مستقبلات التعرف على النمط من خلال التعرف على العوامل الممرضة أو الأنماط الجزيئية المرتبطة بالميكروبات والمعروفة باسم الأنماط الجزيئية المصاحبة لمسبب المرض. وهذا يؤدي إلى الحصانة أو الحصانة الناجمة عن النمط، حيث يتسبب الأنماط الجزيئية المصاحبة لمسبب المرض في الإشارات الدخلية، وإعادة البرمجة التناسقية، والهيكل الحيوي لاستجابة الناتج المعقدة التي تقلل من الاستعمار.
وبالإضافة إلى ذلك، فإن مورثات المقاومة المعروفة أيضا باسم المناعة المسببة للإفراز يتم تنشيطها عن طريق «نواقل» مرضية محددة يمكن أن تؤدي إلى استجابة قوية لمضادات الميكروبات. وتساعد المناعة المسببة للإفراز في الدفاع عن النبات من خلال تنشيط المركبات المرتبطة بالضرر. يتم تنشيط التغيرات الخلوية أو التغيرات في التعبير الجيني من خلال تحفيز القنوات الأيونية، والانفجار التأكسدي، وتغيرات الأكسدة والاختزال الخلوية، أو مستقبلات كيناز البروتين من خلال مستقبلات المناعة المسببة للإفراز.

## أثر
ومن خلال عام 2013، تسببت أمراض الأشجار الغازية في مقتل حوالي 100 مليون شجرة من نوع الدردار مجتمعة في المملكة المتحدة والولايات المتحدة و 3.5 بليون من أشجار الكستناء الأمريكية.

## اطلع أيضا
- علم الأوبئة الطبيعية
- علم أمراض النبات

## المراج
1. 1 2 3 4  Agrios، George (2005). Plant Pathology. Academic Press. ISBN:978-0-12-044565-3.
2. ↑  Arneson، PA (2001). "Plant disease epidemiology: temporal aspects". Plant Health Instructor. American Phytopathological Society. DOI:10.1094/PHI-A-2001-0524-01. مؤرشف من الأصل في 2008-02-23.
3. ↑  Madden، Laurence؛ Gareth Hughes؛ Frank Van Den Bosch (2007). Study of Plant Disease Epidemics. American Phytopathological Society. ISBN:978-0-89054-354-2.
4. 1 2  Drenth، A (2004). "Fungal epidemics – does spatial structure matter?". New Phytologist. Blackwells. ج. 163 ع. 1: 4–7. DOI:10.1111/j.1469-8137.2004.01116.x.
5. ↑  Cormac Ó Gráda, Ireland's Great Famine, University College Dublin, 2006, (ردمك 978-1-9045-5858-3), p. 7
6. ↑  Schultz، T.R؛ Line, R.F (1992). "High-Temperature, Adult-Plant Resistance to Wheat Stripe Rust and Effects on Yield Components". Agronomy Journal. American Society of Agronomy. ج. 84 ع. 2: 170–175. DOI:10.2134/agronj1992.00021962008400020009x. S2CID:84879649.
7. 1 2 3 4 5 6 7 8 9 10  Ali، Maimunah Mohd؛ Bachik، Nur Azizah؛ Muhadi، Nur ‘Atirah؛ Tuan Yusof، Tuan Norizan؛ Gomes، Chandima (ديسمبر 2019). "Non-destructive techniques of detecting plant diseases: A review". Physiological and Molecular Plant Pathology. ج. 108: 101426. DOI:10.1016/j.pmpp.2019.101426. ISSN:0885-5765.
8. ↑  Bebber، Daniel P.؛ Gurr، Sarah J. (2015). "Crop-destroying fungal and oomycete pathogens challenge food security". Fungal Genetics and Biology. Academic Press. ج. 74: 62–64. DOI:10.1016/j.fgb.2014.10.012. ISSN:1087-1845.
9. 1 2  "Signs and symptoms of plant disease: Is it fungal, viral or bacterial?". MSU Extension (بالإنجليزية). Archived from the original on 2022-01-19. Retrieved 2020-06-10.
10. ↑  "Plant Disease: Pathogens and Cycles". CropWatch (بالإنجليزية). 19 Dec 2016. Archived from the original on 2021-05-21. Retrieved 2020-06-10.
11. 1 2 3 4 5  Jones، Jonathan D. G.؛ Dangl، Jeffery L. (16 نوفمبر 2006). "The plant immune system". Nature. ج. 444 ع. 7117: 323–329. DOI:10.1038/nature05286. ISSN:1476-4687. PMID:17108957.
12. ↑  Fisher، Matthew C.؛ (المعرف المفتوح للباحثين والمساهمين 0000-0002-1862-6402 RID B-9094-2011)؛ Henk، Daniel. A.؛ (GS AbPV6MYAAAAJ المعرف المفتوح للباحثين والمساهمين 0000-0002-1142-3143 بوبلونز 4361029)؛ Briggs، Cheryl J.؛ (RID F-7456-2013)؛ Brownstein، John S.؛ Madoff، Lawrence C.؛ McCraw، Sarah L.؛ Gurr، Sarah J.؛ (المعرف المفتوح للباحثين والمساهمين 0000-0002-4821-0635) (2012). "Emerging fungal threats to animal, plant and ecosystem health". نيتشر. Nature Research. ج. 484 ع. 7393: 186–194. DOI:10.1038/nature10947. ISSN:0028-0836. PMC:3821985. PMID:22498624. S2CID:4379694. {{استشهاد بدورية محكمة}}: |مؤلف4= باسم عام (مساعدة) وروابط خارجية في |مؤلف11=، |مؤلف2=، |مؤلف4=، و|مؤلف6= (مساعدة)صيانة الاستشهاد: أسماء عددية: قائمة المؤلفين (link) ببمد سنترال 514851.